# Проституция в России
Проституция в Российской Федерации определяется, как: «не основанное на личных симпатиях систематическое вступление в сексуальные отношения за вознаграждение», является административным правонарушением, а вовлечение в такую деятельность или организация такой деятельности и некоторые другие деяния — уголовными преступлениями. Несмотря на преследования и запреты, проституция в России де-факто существует и широко распространена, при этом принято[кем?] считать[уточнить], что большинство женщин, занимающихся проституцией, являются гражданами стран[каких?] с более низким уровнем благосостояния населения,[прояснить] чем в России.

## Значения термина
Более полное толкование термина «проституция» приводит Большой юридический словарь под редакцией профессора А. Я. Сухарева:

Вступление за плату в случайные, внебрачные сексуальные отношения, не основанные на личной симпатии, влечении. Характерным признаком проституции является систематичность сексуальных отношений с различными партнёрами (клиентами) и предварительная договорённость об оплате (хотя цена может быть заранее не названа). Проституция является, как правило, основным или даже единственным источником доходов лица, занимающегося ею. Заниматься проституцией могут и женщины, и мужчины.

Так, к примеру, пункт «b» статьи 2 Факультативного протокола к Конвенции ООН о правах ребёнка, касающийся торговли детьми, детской проституции и детской порнографии от 25 мая 2000 года определяет детскую проституцию как использование ребёнка в деятельности сексуального характера за вознаграждение или любую иную форму возмещения. На практике проституция может пониматься как не основанное на личных симпатиях и влечении неоднократное вступление за плату в сексуальные отношения с различными партнёрами.

## История

### Российская империя
В 1649 году Алексей Михайлович запретил сводничество. Запрет был повторён Петром II 12 сентября 1728 года и Анной Иоанновной в 1736 году.
Сама проституция была криминализована в России 20 мая 1763 года, сенатский указ грозил «непотребным» женщинам ссылкой в Сибирь. Устав благочиния 1782 года карал как проституцию, так и сводничество заключением в смирительный дом сроком на полгода.

#### «В отдельных кабинетах»
Женщины на Руси (до Февральской революции) официально не допускались в питейные и увеселительные заведения. Тем не менее, многие из этих заведений предоставляли своим посетителям за плату женские «услуги» — эти женщины обслуживали посетителей в отдельных кабинетах и в общие залы не допускались. Выражение «в отдельных кабинетах» и «в нумера[х]» в царской России стало означать помещения для занятия сексом в самых различных заведениях (банях, бильярдных, трактирах, ресторанах, театрах и других учреждениях). В богатых учреждениях типа знаменитого и воспетого в песнях «Яра» для загулявших купцов и богатых посетителей «в отдельных кабинетах» устраивались целые шоу, туда доставлялось сразу по несколько женщин лёгкого поведения, а по заказу особо обеспеченных и влиятельных посетителей могли привозить даже артисток, певиц, танцовщиц, балерин и театральных актрис (этому явлению, в частности, посвящены строки знаменитой песни «Поручик Голицын»: „а в комнатах наших сидят комиссары и девочек наших ведут в кабинет…“»). Так как книги жалоб и предложений посетителей в «нумерах» и «отдельных кабинетах» не было и быть не могло, на стенах, мебели, зеркалах и стёклах «нумеров» и «отдельных кабинетов» после удовлетворения своих потребностей было принято нацарапывать перстнями, ключами и т. п. предметами различные надписи о хорошо (или, наоборот, плохо) проведенном времени, качестве обслуживания и т. п. Такая практика, несмотря на отмену запрета женщинам посещать заведения, продлилась и в годы советской власти (подробнее чит. Штейгер, Борис Сергеевич).

#### Легализация проституции в России (1843—1917)
В первой половине XIX века, несмотря на запреты, нелегальная проституция процветала, наблюдалось широкое распространение венерических заболеваний. Инициатором первых шагов по легализации проституции в Российской империи был министр внутренних дел граф Л. А. Перовский. Суть этих шагов заключалась во введении санитарного и полицейского надзора над проститутками и в освобождении от наказания самих проституток и содержательниц публичных домов (при условии соблюдения определённых правил и ограничений), но без законодательного признания этой деятельности законной.

В 1843—1845 гг. в Санкт-Петербурге, Москве, Вильне, Риге и на Нижегородской ярмарке были учреждены врачебно-полицейские комитеты, которые ставили проституток на государственный учёт. На основании утвержденных 19 мая 1844 года Министерством внутренних дел особых правил для публичных женщин и содержательниц борделей, комитет изымал ранее выданный паспорт и выдавал вместо него «заменительный билет» (получивший в народе неофициальное название «жёлтый билет»), на страницах которого были напечатаны правила для содержания домов терпимости, возрастные ограничения для проституток — только с 16 лет, для содержательниц публичных домов — только с 35 до 60 лет, а также регламент мест размещения борделей — не ближе 150 саженей (320 метров) от церквей, училищ, школ. 

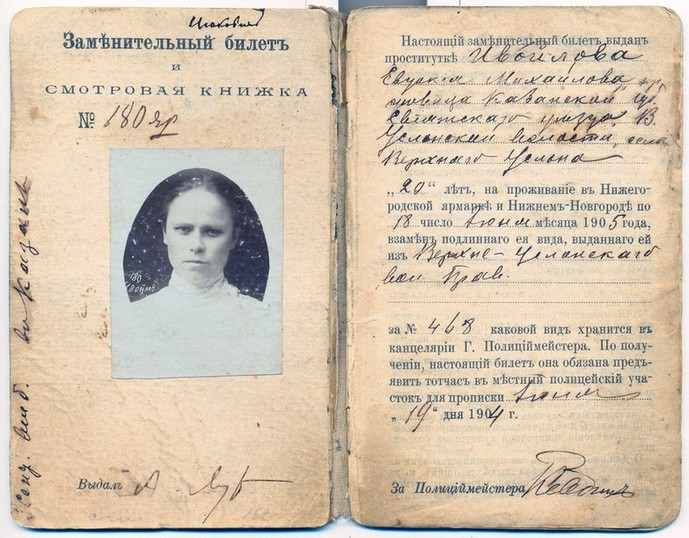
заменительный билет проститутки на право работать на Нижегородской ярмарке

Далее страниц следовал вложенный «Медицинский билет», содержащий отметки врача, а также отметки об уплате госпошлины.
Введённое в 1845 году «Уложение о наказаниях уголовных и исправительных» сохранило наказания как за сводничество, так и за само «обращение непотребства в ремесло» (статья 1287, арест до трёх месяцев), однако ряд негласных распоряжений в последующие годы делал исключение для тех, кто подчинялся правилам врачебно-полицейского надзора. 6 апреля 1853 года это было подтверждено решением Государственного совета и резолюцией императора, которые также остались неопубликованными.

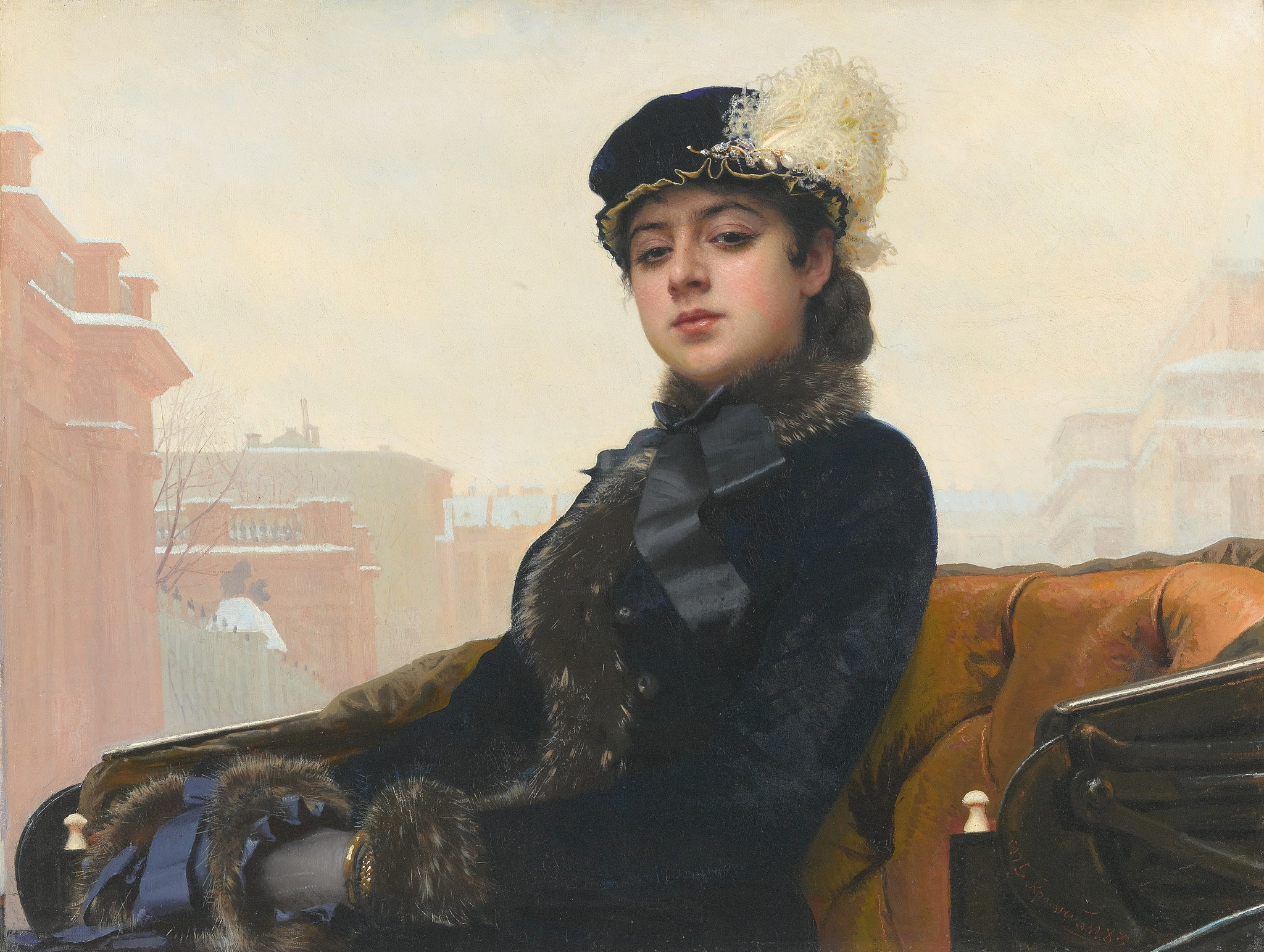
Иван Крамской. «Неизвестная», 1883 г. По одной из версий, на полотне изображена камелия в поиске нового покровителя.

Окончательно условная легализация проституции была закреплена в 1864 году — статьёй 44 «Уложения о наказаниях, налагаемых мировыми судьями», исключавшей наказание за проституцию на условиях подчинения врачебно-полицейскому контролю.
Согласно «Архиву судебной медицины», в период с 1853 по 1867 гг. количество зарегистрированных проституток в Петербурге увеличилось на 20 %, в то время как население возросло всего лишь на 6 %. Работницы происходили из четырёх сословных групп: жёны и дочери мещан, солдат, крестьян и выходцев из дворянской среды. В каждой группе в 1868 году проституток было соответственно 508, 492, 658 и 55.

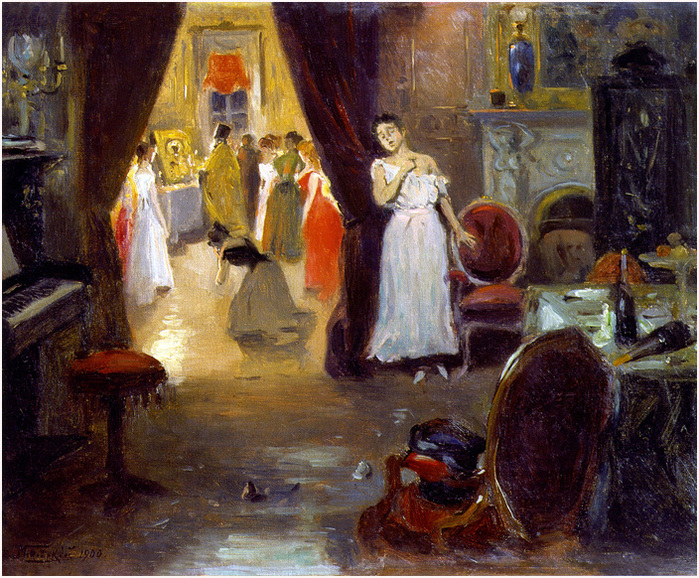
Владимир Маковский. «Освящение публичного дома», 1900 г.

С 1880-х гг. контроль над проституцией в некоторых городах частично или почти полностью передавался в ведение органов городского самоуправления.
В 1901 году в России было зарегистрировано 2400 публичных домов, в которых работало свыше 15000 женщин.
Вышедшее 8 октября 1903 года Положение об организации надзора за городской проституцией упорядочило требования к надзорным структурам, а также повысило минимальный возраст для занятия индивидуальной проституцией до 18 лет, а в домах терпимости — до 21 года (впервые это повышение было введено очередным циркуляром МВД в 1901 году).

### СССР
В 1917 году, после Февральской революции, административное регулирование проституции было отменено и проституция перестала быть профессией.
До 1987 года в законодательстве СССР не было отдельной статьи карающей за занятие проституцией и как правило, задержание проституток оформляли по другим статьям.
Занятие проституцией в РСФСР было запрещено указом Президиума Верховного Совета от 29 мая 1987 года под страхом штрафа в размере до 100 рублей, а при повторном правонарушении в течение года — до 200 рублей. Примеру РСФСР вскоре последовали остальные союзные республики СССР.

### Российская Федерация
В 1990-е годы в России произошёл значительный рост уровня проституции.
14 июля 1992 года, после начала инфляции, вышел Закон РФ «О порядке перерасчёта размеров штрафов», предписывающий в случаях, для которых Кодексом РСФСР об административных правонарушениях установлен штраф в размере 100 руб., взимать вместо этого штраф в размере 1 (один) МРОТ. Указанные Верховным Советом штрафы сохраняли свою силу до 1 июля 2002 года, когда новый КоАП РФ установил за занятие проституцией штраф в размере от 15 до 20 МРОТ, при этом в то время размер МРОТ для административных правонарушений (начиная с 1 июля 2000 года, он не совпадал с размером МРОТ в трудовом законодательстве) составлял 100 рублей.
Несмотря на официальный запрет проституции на территории РФ и преследования, проституция в России де-факто существует, широко распространена, её деятельность рекламируется в печатных изданиях и в Интернете. Многие сайты с рекламой интим-услуг имеют домены верхнего уровня других стран. Существуют призывы к легализации проституции в России.
В 2000 году в России насчитывалось 267—400 тыс. проституток. Только по официальным данным МВД, в 2012 году в России насчитывалось уже более 1 млн проституток.
По оценкам Росстата, по состоянию на 2022 год обороты сферы интим услуг в России могут превышать 1 трлн руб. в год.
С начала 2025 года в соцсетях и мессенджерах резко выросло число объявлений об оказании интим-услуг. С января по начало июня их было размещено более 100 тысяч — это в четыре раза выше, чем за первые пять месяцев прошлого года. Источники «Известий» объяснили всплеск таких предложений тем, что вебкам-модели и девушки, ведущие стримы, переходят в проституцию — из-за перенасыщенности онлайн-рынка они теряют аудиторию.

#### Москва
По данным «Новой газеты», на начало 2015 года в Москве примерно 30 тысяч человек профессионально занимаются проституцией и действует полторы тысячи интимных заведений, как правило, замаскированных под сауны и массажные салоны. Точки работы прикрывают коррумпированные полицейские. Ночь с девушкой, как выяснил корреспондент «Новой газеты» Сергей Канев, стоила от 2 до 15 тысяч рублей.

## Стратификация проституции
- «Дорожный минет» — в основном малолетние, несовершеннолетние девочки, занимающиеся оральным сексом за небольшое вознаграждение на дорогах, на ходу машин, на перекрестках, пока машина стоит перед светофором;

- «Вокзальная проституция» — девочки и женщины самого различного возраста, обычно бомжующие, опустившиеся, живущие на вокзалах или там промышляющие также за небольшое вознаграждение;

- «Дальнобойная или заплечная» — в основном уже совершеннолетние женщины в пределах до 30 лет, подсаживающиеся в пути к дальнобойщикам, к тем, кому предстоит дальняя дорога, иногда довольно долго их сопровождающие в автомашине;

- «Банная» — обслуживающие клиентов в саунах, восточных и русских банях, специализирующиеся на этом, т. е. могут и попарить, отмассажировать, устроить миниспектакль и др;

- «Девочки по вызову» — «работающие» в различных агентствах, массажных салонах, доставляемые по телефонному вызову сутенерами на квартиры, в гостиничные номера клиентов;

- «Публичные девки» — обслуживающие клиентов в притонах, от обычных квартир до больших усадьб, куда они обычно приезжают сами или их привозят проститутки, сутенеры;

- «Валютные, или интердевочки» — обычно внешне эффектны, артистичны, обслуживают иностранных туристов, чаще всего в «интернациональных» отелях, за валюту;

- «Конкубинат или золотая, дворцовая проституция» — это содержанки богатых клиентов, снимающих, иногда покупающих для них хорошие квартиры, дома, даже женящиеся на них, содержащие их во всем (обычно высококачественная пища, одежда, карманные деньги и т. п.), чаще всего весьма опытные во всех отношениях женщины, в возрасте от 30 до 45 лет, предприимчивые;

- Гомосексуальная — существует в различных формах;

В качестве проститутов, «альфонсов» могут выступать и мужчины, обычно обслуживающие великовозрастных, богатых дам, иногда содержащих их.

## Проститутки из России за рубежом
Западные исследователи отмечают, что распад Советского Союза предоставил доступ миллионам советских женщин к рынку вакансий мировой секс-индустрии. При этом подчёркивается, что в тот период времени основная масса экс-советских женщин покидала пределы своих республик без точной привязки к конкретной республике бывшего СССР, откуда они были родом и, как следствие, в исследовательских работах они все фигурируют как «русские» или «восточно-европейские». Что касается конкретных количественных величин, то по существующим оценкам, в Европейском союзе в сфере проституции занято около полумиллиона представительниц Центральной и Восточной Европы. Например, по данным на 1998 год, 87,5 % женщин, ввезённых в Германию, были из Восточной Европы, среди которых 17 % было из Польши (см. проституция в Польше), 14 % - из Украины (см. проституция на Украине), 12 % - из Чешской Республики и 8 % - из Российской Федерации. Проститутки из России, как и из других стран - республик бывшего СССР, есть и во многих других странах (в США, Канаде, Испании, Сирии, Италии, Нидерландах, Франции, Германии, Эстонии, Финляндии, Таиланде, Турции и даже в Пакистане). В прессу иногда попадают сведения об убийстве русских проституток клиентами в ОАЭ.
Проституток из республик бывшего СССР в таких странах, как Израиль и Турция, называют «Наташами». Проститутки родом из бывших союзных республик есть и в Сирии, где они носят мини-юбки, блестящие топы и высокие причёски.
Многие девушки из России (во многих случаях из провинции и деревень), как и из других стран бывшего СССР и не только, становятся жертвами торговцев людьми, и за рубежом попадают в сексуальное рабство, оказавшись принуждёнными к занятию проституцией.

## Законодательство
В Российской Федерации проституция запрещена, причём наиболее строгому наказанию подвергаются не сами проститутки, а иные лица, занятые в данной отрасли, поскольку считается, что степень общественной опасности их деяний выше. 
Клиенты же (покупатели) практически не наказываются. 
Предусмотрена ответственность за следующее:
- «Вовлечение в занятие проституцией» «…или принуждение к продолжению занятия проституцией» — ст. 240 УК РФ: до 3—8 лет лишения свободы[43].
- «Организация занятия проституцией» — «организация занятия проституцией, содержание притонов или систематическое предоставление помещений для занятия проституцией» — ст. 241 УК РФ: до 5—10 лет ЛС[43].
- «Получение сексуальных услуг несовершеннолетнего» «…в возрасте от 16 до 18 лет лицом, достигшим восемнадцатилетнего возраста» (карается лицо, достигшее возраста 18 лет, получившее «за вознаграждение или обещание вознаграждения несовершеннолетнему или третьему лицу» секс («половое сношение, мужеложство, лесбиянство или иные действия сексуального характера») с лицом, находящимся в возрасте от 16 до 18 лет) — Статья 240.1 УК РФ (введена Федеральным законом от сб.28.12.2013 N 380-ФЗ и начала действовать с чт.09.01.2014): до 4 лет лишения свободы[44].
- «Занятие проституцией» — ст. 6.11 КоАП РФ[45] — по данной статье наказываются лица, непосредственно занимающиеся проституцией — штрафом в размере от одной тысячи пятисот до двух тысяч рублей. При этом юридически КоАП РФ не раскрывает понятия «проституция», однако принятым значением является «систематическое предоставление сексуальных услуг за плату».
- «Получение дохода от занятия проституцией, если этот доход связан с занятием другого лица проституцией», — ст. 6.12 КоАП РФ[46] — карается обеспечение охраны проституток, поиск клиентов или места для встреч, всевозможные иные действия, если это всё делается небесплатно, кроме предусмотренных статьями 240 и 241 УК РФ.

### Региональные законы
В ряде регионов России приняты самостоятельные акты, касающиеся проституции:
- 6 декабря 2011 года Законодательное собрание Санкт-Петербурга запретило на улицах, перекрёстках и проезжей части дорог города «распространение рекламной и иной информационной печатной продукции эротического характера, содержащей в том числе скрытое предложение сексуальных услуг»[47]. 14 февраля 2013 года запрещение было распространено и на «другие общественные места»[48].
- 14 июня 2012 года Белгородская областная дума запретила получение сексуальных услуг на возмездной основе от лиц, занимающихся проституцией, под угрозой штрафа в 5 000 рублей. Закон был подписан губернатором 20 июня и вступил в силу 2 июля. 11 февраля 2013 года был проделан мониторинг применения этого закона: выяснилось, что к тому времени по нему было арестовано 7 мужчин — один в Белгороде и 6 в Старом Осколе[49]. Впоследствии запрет был отменён законом Белгородской области № 293 от 24 июля 2014 года, который распространяется на правоотношения, возникшие с 11 декабря 2013 года. Таким образом, данный запрет юридически просуществовал только 1,5 года.

## Инициативы легализации проституции

### Публичные сторонники
30 мая 2002 года на всероссийской конференции венерологов и дерматологов главный венеролог России, директор ФГБУ «Государственного научно центра дерматовенерологии и косметологии» Анна Кубанова заявила о необходимости легализации проституции в России. По мнению главного венеролога России, это может остановить рост распространения СПИД, ВИЧ и развития других венерологических заболеваний. Согласно опросу, проведённому ФГБУ «Государственный научный центр дерматовенерологии и косметологии», 84 % врачей высказались о необходимости легализации проституции. По её словам, каждая третья женщина, занимающаяся проституцией, больна сифилисом, кроме этого, главный врач считает, что проститутки должны быть защищены федеральным законом. Директор «Уральского НИИ дерматовенерологии и иммунопатологии» Николай Кунгуров добавил, что две трети проституток занимаются проституцией в обмен на наркотики и её выход из тени позволит также контролировать наркопреступность.
9 февраля 2004 года по инициативе депутата ГосДумы 4-го созыва фракции «Союз правых сил» — Андрея Вульфа в Госдуму был внесён законопроект «О легализации проституции», автор проекта закона предлагал квалифицировать проституцию и другие платные сексуальные услуги как «разновидность экономической деятельности, подлежащей государственной регистрации» — однако законопроект был отклонён на следующий день в первом чтении.
В сентябре 2006 года мэр города Воркута Игорь Шпектор публично заявил о готовности легализовать проституцию в своем городе. Но инициатива не получила одобрение вышестоящих властей, так как нарушает действующий уголовный кодекс.
11 мая 2007 года руководство партии ЛДПР также вышло с инициативой о легализации проституции в России. По мнению лидера партии ЛДПР, заместителя председателя (вице-спикера) Государственной думы Владимира Жириновского всё, что нельзя запретить, нужно ввести в правовое поле; по его словам, этот теневой бизнес наносит большой вред экономике, нравственности и морали общества. Её легализация позволит обеспечить безопасность этого вида услуг и даст положительный экономический эффект, но эта инициатива не была одобрена большинством в российском парламенте.
В 2012 году всемирная комиссия при «Организации Объединённых Наций» (ООН) по проблеме ВИЧ, созданная по инициативе генерального секретаря ООН Пан Ги Муна, в своём докладе призвала все страны мира отказаться от законодательного преследования проституции (которая в докладе именуется «сексуальной работой по согласию» — «consensual sex work»). Комиссия полагает, что это поможет остановить эпидемию ВИЧ.
26 ноября 2012 года лидер партии «Правое дело» Андрей Дунаев вновь поднял вопрос о легализации проституции в России. Он заявил, что партия намерена провести социологические исследования по этому вопросу и выйти с инициативой к парламентским партиям и возможным сбором подписей за легализацию. Он считает, что это позволит официально легализовать то, что и так существует, выйти из покровительства криминальных и околокриминальных структур, а также недобросовестных сотрудников силовых ведомств, платить налоги в госбюджет, проходить регулярное медицинское обследование и претендовать на пенсионные отчисления. Также Андрей Дунаев добавил, что у работниц секс-индустрии в сегодняшнем положении нет никаких прав перед своими работодателями, приравнивая их к сексуальному рабству — но действий со стороны партии предпринято никаких не было. В настоящее время проституция официально легализована в следующих странах: Нидерландах, Швейцарии, Италии, Венгрии, Новой Зеландии, Австралии, Германии.
5 декабря 2012 года при поддержке газеты Аргументы и факты и Русской службы Би-би-си состоялся форум под названием «Легализуем проституцию — соберем налоги», организованный по инициативе фонда «Полиция нравов», который предложил проект ФЗ о «Государственном регулировании и контроле над оказанием сексуальных услуг». По словам председателя неофициального профсоюза секс-индустрии «Серебряная роза» Оксаны Ярцевой, из-за запрета проституткам приходится платить полицейским, депутат Государственной думы фракции Единая Россия Иосиф Кобзон поддержал инициативу, но считает, что данный законопроект вряд ли получится провести через все парламентские инстанции, также идею поддержал журналист НТВ, автор документальных фильмов о проституции Вадим Муравьёв и московский адвокат Александр Лунёв.
На выборах 2013 года партия «Гражданская сила» выдвинула кандидатами в депутаты Думы Тольятти танцовщицу GO-GO и известную в узких кругах тусовщицу ночных клубов, что вызвало повышенный скандальный интерес к партии и её двум кандидатам. Заместитель председателя Самарского регионального отделения сообщил, что проституция в России должна быть легализована. Из-за нарушения порядка подачи документов избирком отказал в регистрации кандидатам и самой партии, суд оставил это решение без изменений. Несмотря на отказ в регистрации двух скандальных кандидатов, третью танцовщицу, выдвинутую в составе партийного списка от партии «Правое дело», избирком зарегистрировал, впоследствии девушка не смогла пройти в городской парламент. 14 июля 2014 года партия выдвинула троих танцовщиц GO-GO кандидатами в депутаты в муниципальном совете Сенного округа Санкт-Петербурга, однако им также избирательная комиссия отказала в регистрации.
В декабре 2018 г. общественное автономное объединение «Независимый Союз защиты гражданских инициатив» создал петицию на базе международной онлайн платформы change.org, которая конфигурирует инструменты пользовательского интерфейса для продвижения гражданских инициатив, декларирующих возможные решения социально значимых проблем. К этому же времени настоящее общественное объединение социально активных граждан опубликовала в интернете сайт для привлечения внимания широкой общественности к проблеме института проституции в России, стимулирования граждан к росту вовлеченности в процесс сбора простых неквалифицированных электронных подписей в поддержку петиции.

### Судебная попытка к легализации
В 2014 году юрист из Тольятти Дмитрий Третьяков, руководствуясь ст. 37 Конституции Российской Федерации, потребовал через Суд легализовать проституцию, вместо оспаривания ст. 241 УК РФ, он ошибочно оспаривал бездействие исполнительных органов.
Труд свободен. Каждый имеет право свободно распоряжаться своими способностями к труду, выбирать род деятельности и профессию.п. 1 ст. 37 Конституции Российской Федерации
20 июня мировой суд Тольятти вынес определение об отказе в рассмотрении иска, указав, что данное дело подсудно Арбитражному суду.
4 сентября 2014 года состоялось первое в судебной истории рассмотрение иска о легализации проституции в Арбитражном суде, что вызвало широкий общественный резонанс, разделив противников и сторонников. На первом заседании Суд определил, что дело не подлежит рассмотрению в арбитражном суде, прекратив производство.
27 октября 2014 года одиннадцатый апелляционный суд оставил определение арбитражного суда без изменений.
5 июня 2015 года Верховный суд Российской Федерации отказал в принятии иска «О признании неконституционным бездействия подведомственных государственных органов Правительству России на организацию и оказание интимных услуг населению согласно 37 ст. Конституции РФ», — ответчиком в деле выступало само Правительство РФ.

### Публичные противники
17 февраля 2011 года депутат ГД РФ 5-го и 6-го созыва от Приморского края Валерий Селезнев и экс-депутат ГД Геннадий Гудков, лишенный депутатского мандата, в сентябре 2012 года высказались против легализации.
По результатам голосования по петиции РОИ в 2017 году, сторонники ужесточения наказания за проституцию (в том числе возвращения уголовного наказания) составляют примерно 30 % от общего числа проголосовавших
.
По данным соцопросов, проводившихся Левада-центром ранее, в 1997 году ужесточение наказания поддерживали — 32 %, а в 2015 году — 56 % россиян. Легализацию проституции в 1997 году поддерживали 47 % граждан России, в 2010 — 25 %, в 2015 — 20 %.
Российская Федерация входит в число государств, принявших Конвенцию о борьбе с торговлей людьми и эксплуатацией проституции третьими лицами, согласно которой запрещается любая проституция, в том числе добровольная.